# هیس
هیس سومین آلبوم خواننده محبوب راک ایرانی، رضا یزدانی، است. شعر تمام قطعات را یغما گلرویی سروده و موسیقی تمام قطعات را نیز رضا یزدانی بر عهده داشته است. یزدانی در این آلبوم نوازندگی با انواع گیتار را بر عهده داشته که تسلط او بر این نوع ساز را نشان می‌دهد.

## فهرست ترانه‌ها
متن همهٔ ترانه‌ها توسط یغما گلرویی نوشته و موسیقی همهٔ آنها توسط رضا یزدانی ساخته شده‌است.
| شماره | نام            | مدت |
| ----- | -------------- | --- |
| ۱.    | «آوازه‌خون»     | -   |
| ۲.    | «شمال»         | -   |
| ۳.    | «کارتون»       | -   |
| ۴.    | «برج»          | -   |
| ۵.    | «مش رمضون»     | -   |
| ۶.    | «نانوشته»      | -   |
| ۷.    | «زندگی‌نامه»    | -   |
| ۸.    | «یکی درمیون»   | -   |
| ۹.    | «دنیای وارونه» | -   |

## دست‌اندرکاران
- رضا یزدانی – خواننده، گیتار الکتریک، گیتار آکوستیک، گیتار بیس، صفحه‌کلید
- بهنام شهرکی – درام پروگرمینگ (نیازمند نام صحیح فارسی ساز)
- مهدی موسوی – پیانو
- معین پودات – گیتار الکتریک در قطعه «آوازه‌خون»
- سودابه شمس – همخوانی (نیازمند نام قطعات)
- آساره آستارکی – همخوانی (نیازمند نام قطعات)